# Liste des œuvres publiques de Toulouse
Pour un article plus général, voir Liste des œuvres d'art de la Haute-Garonne.
Cet article recense les œuvres d'art dans l'espace public de Toulouse, en France.

## Liste

### Fontaines
| Œuvre                                  | Auteur                                    | Localisation                                                | Notes                  | Installation | Coordonnées                      | Illustration                           |
| -------------------------------------- | ----------------------------------------- | ----------------------------------------------------------- | ---------------------- | ------------ | -------------------------------- | -------------------------------------- |
| Fontaine Ariège et Garonne             | Alexandre Laporte                         | Place Auguste-Lafourcade                                    |                        | 1896         | 43° 35′ 31″ nord, 1° 26′ 42″ est | Fontaine Ariège-Garonne                |
| Colonne Dupuy                          | Urbain Vitry et Bernard Griffoul-Dorval   | Place Dominique-Martin-Dupuy                                |                        | 1861         | 43° 36′ 00″ nord, 1° 27′ 13″ est | Colonne Dupuy                          |
| Fontaine Xavier Darasse                | Bernard Voinchet                          | Rue Antonin-Mercié                                          |                        | 1992         | 43° 36′ 05″ nord, 1° 26′ 48″ est | Fontaine Xavier Darasse                |
| Fontaine Évasion                       | Arthur Saura                              | Place d'Arménie                                             |                        | 1987         | 43° 36′ 24″ nord, 1° 26′ 59″ est | Image manquante                        |
| Bassin du Grand Rond                   | Antoine Laforgue                          | Grand Rond                                                  |                        | 1828         | 43° 35′ 45″ nord, 1° 27′ 09″ est | Fontaine                               |
| Fontaine du jardin Michelet            |                                           | Jardin Michelet                                             |                        | 1986         | 43° 36′ 57″ nord, 1° 27′ 19″ est | Fontaine                               |
| Fontaine de la place Rouaix            | Jean-Antoine Raynaud                      | Place Rouaix                                                |                        | 1828         | 43° 35′ 58″ nord, 1° 26′ 44″ est | Fontaine                               |
| Fontaine de la place de la Bourse      | Françoise Persouyre                       | Place de la Bourse                                          |                        | 1999         | 43° 36′ 05″ nord, 1° 26′ 32″ est | Fontaine                               |
| Fontaine Garonne                       | Jules Jacques Labatut                     | Rue Boulbonne                                               |                        | 1984         | 43° 36′ 05″ nord, 1° 26′ 51″ est | Fontaine Garonne                       |
| Fontaine Clémence Isaure               | Léo Laporte-Blairsy                       | Place de la Concorde                                        |                        | 1913         | 43° 36′ 44″ nord, 1° 26′ 44″ est | Fontaine Clémence Isaure               |
| Fontaine de Jolimont                   |                                           |                                                             |                        | 1971         | 43° 36′ 52″ nord, 1° 27′ 57″ est | Image manquante                        |
| Fontaine du square de Gaulle           |                                           | Square Charles-de-Gaulle                                    |                        | 2013         | 43° 36′ 16″ nord, 1° 26′ 42″ est | Fontaine du square de Gaulle           |
| Fontaine de la place des Tiercerettes  |                                           | Place des Tiercerettes                                      |                        | 1985         | 43° 36′ 33″ nord, 1° 26′ 20″ est | Image manquante                        |
| Fontaine Olivier                       | Fonderies du Val d'Osne                   | Place Hippolyte-Olivier                                     |                        | 1886         | 43° 35′ 54″ nord, 1° 26′ 05″ est | Fontaine de la place Olivier           |
| Fontaine de la place Saint-Cyprien     | François Morellet                         | Place intérieure Saint-Cyprien                              |                        |              | 43° 35′ 52″ nord, 1° 25′ 52″ est | Image manquante                        |
| Fontaine de la place Saintes-Scarbes   |                                           | Place Saintes-Scarbes                                       |                        | 2006         | 43° 35′ 54″ nord, 1° 26′ 56″ est | Fontaine de la place Saintes-Scarbes   |
| Fontaine de la place Saint-Étienne     |                                           | Place Saint-Étienne                                         | Inscrit MH (1925)      | 1593         | 43° 35′ 59″ nord, 1° 26′ 56″ est | Fontaine de la place Saint-Étienne     |
| Fontaine de la place Salengro          | Fonderies du Val d'Osne                   | Place Roger-Salengro (Toulouse)                             |                        | 1852         | 43° 36′ 10″ nord, 1° 26′ 42″ est | Fontaine de la place Salengro          |
| Fontaine de la place Wilson            | Alexandre Falguière                       | Place Wilson                                                | Dédiée à Pèire Godolin | 1898         | 43° 36′ 18″ nord, 1° 26′ 51″ est | Fontaine de la place Wilson            |
| Fontaine de la promenade des Capitouls |                                           | Promenade des Capitouls                                     |                        | 1978         | 43° 36′ 08″ nord, 1° 26′ 58″ est | Fontaine de la promenade des Capitouls |
| Fontaine des Puits-Clos                | Bernard Calley                            | Rue des Puits-Clos                                          |                        | 1984         | 43° 36′ 07″ nord, 1° 26′ 40″ est | Fontaine des Puits-Clos                |
| Fontaine Roland                        | Jules Jacques Labatut                     | Place Roland                                                |                        | 1888         | 43° 36′ 13″ nord, 1° 27′ 05″ est | Roland                                 |
| Le Soir de la Vie                      | Auguste Seysses                           | Rond-Point des Français-Libres                              |                        | 1910         | 43° 35′ 28″ nord, 1° 27′ 12″ est | Le Soir de la Vie                      |
| Fontaine du square Cartailhac          |                                           | Square Cartailhac                                           | Disparue               | 1980         | à géolocaliser                   | Image manquante                        |
| Fontaine de la Trinité                 | Urbain Vitry et Louis-Alexandre Romagnesi | Place de la Trinité                                         | Inscrit MH (1946)      | 1827         | 43° 35′ 58″ nord, 1° 26′ 43″ est | Fontaine de la Trinité                 |
| Fontaine Wallace                       | Charles-Auguste Lebourg                   | Grand Rond                                                  |                        | 1872         | 43° 35′ 47″ nord, 1° 27′ 07″ est | Fontaine Wallace                       |
| Fontaine Wallace                       | Charles-Auguste Lebourg                   | Jardin des plantes                                          |                        | 1872         | 43° 35′ 33″ nord, 1° 27′ 02″ est | Fontaine Wallace                       |
| Fontaine Wallace                       | Charles-Auguste Lebourg                   | Place du Professeur-Pierre-François-Combes                  |                        |              | 43° 35′ 59″ nord, 1° 26′ 05″ est | Fontaine Wallace                       |
| Fontaine Wallace                       | Charles-Auguste Lebourg                   | Place du Ravelin                                            |                        |              | 43° 35′ 56″ nord, 1° 25′ 43″ est | Fontaine Wallace                       |
| Fontaine Wallace                       | Charles-Auguste Lebourg                   | Place Henry-Russell                                         |                        |              | 43° 35′ 06″ nord, 1° 27′ 12″ est | Fontaine Wallace                       |
| Fontaine Wallace                       | Charles-Auguste Lebourg                   | Place Laganne                                               |                        |              | 43° 35′ 54″ nord, 1° 26′ 12″ est | Fontaine Wallace                       |
| Fontaine Wallace                       | Charles-Auguste Lebourg                   | Place Saint-Georges                                         |                        |              | 43° 36′ 08″ nord, 1° 26′ 52″ est | Fontaine Wallace                       |
| Fontaine Wallace                       | Charles-Auguste Lebourg                   | Rond-point Alain-Gazeaud                                    |                        |              | 43° 35′ 30″ nord, 1° 28′ 13″ est | Image manquante                        |
| Fontaine Wallace                       | Charles-Auguste Lebourg                   | Maison de quartier des Sept Deniers, 7 chemin de la Garonne |                        |              | 43° 37′ 04″ nord, 1° 24′ 25″ est | Image manquante                        |

### Monuments aux morts
| Œuvre                                                                     | Auteur                                                                 | Localisation                             | Notes                                                                  | Installation | Coordonnées                      | Illustration                                                           |
| ------------------------------------------------------------------------- | ---------------------------------------------------------------------- | ---------------------------------------- | ---------------------------------------------------------------------- | ------------ | -------------------------------- | ---------------------------------------------------------------------- |
| Obélisque de la bataille de Toulouse                                      | Urbain Vitry                                                           | Dans le parc de la Colonne               | Inscrit MH (1991).                                                     |              | 43° 36′ 41″ nord, 1° 27′ 44″ est | Obélisque de la bataille de Toulouse                                   |
| Monument aux morts des quartiers de Bayard, Matabiau, Concorde et Chalets | Léo Laporte-Blairsy                                                    | Sur la place Roquelaine                  |                                                                        | À déterminer | 43° 36′ 45″ nord, 1° 26′ 54″ est | Monument aux morts des quartiers Bayard, Matabiau, Concorde et Chalets |
| Monument aux combattants de 1870                                          | Paul Pujol et Théophile Barrau                                         | Allées Forain-François-Verdier           |                                                                        | 1908         | 43° 35′ 48″ nord, 1° 27′ 09″ est | Monument aux combattants de 1870                                       |
| Monument aux morts du quartier des Arènes                                 | À déterminer                                                           | Sur la place Odontine-Vigneau            |                                                                        | À déterminer | 43° 35′ 20″ nord, 1° 25′ 09″ est | Image manquante                                                        |
| Monument aux morts de Croix Daurade                                       | À déterminer                                                           | Route d'Albi                             |                                                                        | À déterminer | 43° 38′ 10″ nord, 1° 27′ 52″ est | Monument aux morts de Croix Daurade                                    |
| Monument aux combattants de la Haute-Garonne                              | Léon Jaussely, André Abbal, Henri-Raphaël Moncassin et Camille Raynaud | Allées Forain-François-Verdier           |                                                                        | À déterminer | 43° 36′ 00″ nord, 1° 27′ 07″ est | Monument aux combattants de la Haute-Garonne                           |
| Héraklès archer                                                           | Antoine Bourdelle                                                      | Dans le square de l'Héraclès             | Monument dédié aux sportifs morts, en particulier à Alfred Mayssonnié. | 1925         | 43° 36′ 28″ nord, 1° 25′ 40″ est | Héraklès archer                                                        |
| Monument aux morts de Lalande                                             | À déterminer                                                           | Chemin de l'Église-de-Lalande            |                                                                        | À déterminer | 43° 38′ 47″ nord, 1° 25′ 45″ est | Image manquante                                                        |
| Monument aux morts des Minimes                                            | À déterminer                                                           | À déterminer                             |                                                                        | À déterminer | 43° 37′ 06″ nord, 1° 26′ 12″ est | Image manquante                                                        |
| Monument aux morts de Philippeville                                       | Camille Alaphilippe                                                    | Dans le cimetière de Salonique           | Initialement érigé à Skikda en Algérie, transféré à Toulouse en 1969.  | À déterminer | à géolocaliser                   | Monument aux morts de Philippeville                                    |
| Monument aux morts de Saint-Aubin                                         | À déterminer                                                           | Rue Riquet                               |                                                                        | À déterminer | 43° 36′ 13″ nord, 1° 27′ 16″ est | Monument aux morts de Saint-Aubin                                      |
| Monument aux morts de Saint-Martin-du-Touch                               | À déterminer                                                           | À côté de l'église Saint-Martin-du-Touch |                                                                        | À déterminer | 43° 36′ 32″ nord, 1° 22′ 55″ est | Image manquante                                                        |
| Monument aux morts des quartiers Saint-Michel, Busca et Port-Garaud       | Raymond Moulis                                                         | 33 allées Jules-Guesde                   |                                                                        | À déterminer | 43° 35′ 39″ nord, 1° 26′ 56″ est | Monument aux morts des quartiers Saint-Michel, Busca et Port-Garaud    |
| Monument aux morts des Trois-Cocus                                        | À déterminer                                                           | Sur la place des Trois-Cocus             |                                                                        | À déterminer | 43° 38′ 12″ nord, 1° 26′ 38″ est | Image manquante                                                        |

### Sculptures
| Œuvre                                 | Auteur                          | Localisation | Notes | Installation     | Coordonnées                      | Illustration                                                 |
| ------------------------------------- | ------------------------------- | --- | --- | ---------------- | -------------------------------- | ------------------------------------------------------------ |
| Agoraphobia                           | Franz West                      | Les Abattoirs | | 2006             | 43° 36′ 02″ nord, 1° 25′ 44″ est | Image manquante                                              |
| L'Agriculture                         | Théophile Barrau                | Jardin Michelet | |                  | à géolocaliser                   | L'Agriculture                                                |
| Apollon du Belvédère                  |                                 | Jardin des plantes | |                  | 43° 35′ 34″ nord, 1° 27′ 02″ est | Apollon du Belvédère                                         |
| Arcs de 111° et 86°                   | Bernar Venet                    | Barrière de Paris | |                  | 43° 37′ 37″ nord, 1° 26′ 02″ est | Image manquante                                              |
| Atalante                              | Pierre Lepautre                 | Jardin des plantes | |                  | 43° 35′ 31″ nord, 1° 27′ 08″ est | Atalante                                                     |
| Monument au Capitaine Bernet          |                                 | Jardin des plantes | |                  | à géolocaliser                   | Monument au Capitaine Bernet                                 |
| Buste de Claude Bourgelat             | Bernard Griffoul-Dorval         | École nationale vétérinaire de Toulouse                                                                                | |                  | à géolocaliser                   | Buste de Claude Bourgelat                                    |
| Buste de Jean Cassou                  | Madeleine de Tézenas du Montcel | Jardin des plantes | |                  | à géolocaliser                   | Buste de Jean Cassou                                         |
| Abattage d'un cheval percheron        | Emmanuel Frémiet                | École nationale vétérinaire de Toulouse                                                                                | | 20 novembre 1888 | 43° 35′ 56″ nord, 1° 23′ 00″ est | Cheval                                                       |
| Monument à Taras Chevtchenko          |                                 | | |                  | 43° 33′ 49″ nord, 1° 23′ 54″ est | Monument à Taras Chevtchenko                                 |
| Chienne défendant ses petits          | Pierre Louis Rouillard          | Grand Rond | | 1865             | 43° 35′ 47″ nord, 1° 27′ 09″ est | Chienne défendant ses petits                                 |
| Corps miraillés                       | Jacques Brianti                 | Université Toulouse - Jean Jaurès                                                                                      | | 1998             | à géolocaliser                   | Image manquante                                              |
| Jacques Cujas                         | Achille Valois                  | Place du Salin | | 1850             | 43° 35′ 41″ nord, 1° 26′ 41″ est | Jacques Cujas                                                |
| Buste de la Dame d'Elche              |                                 | Jardin Compans-Caffarelli                                                                                              | |                  | 43° 36′ 39″ nord, 1° 25′ 56″ est | Buste de la Dame d'Elche                                     |
| David vainqueur de Goliath            | Antonin Mercié                  | Grand Rond | Notice no IM31100011, sur la plateforme ouverte du patrimoine, base Palissy, ministère français de la Culture | 1870             | 43° 35′ 46″ nord, 1° 27′ 11″ est | David vainqueur de Goliath                                   |
| Hommage à Déodat de Séverac           | Auguste Guénot                  | Jardin Royal | | 1951             | 43° 35′ 46″ nord, 1° 27′ 03″ est | Image manquante                                              |
| Taisen Deshimaru                      | José Torres                     | Jardin Compans-Caffarelli                                                                                              | |                  | 43° 36′ 42″ nord, 1° 25′ 54″ est | Taisen Deshimaru                                             |
| Diane                                 | Alexandre Falguière             | Jardin des plantes | |                  | à géolocaliser                   | Diane                                                        |
| L'Eau                                 | Jean Carlus                     | Jardin Michelet | |                  | à géolocaliser                   | L'Eau                                                        |
| L'Envol du Phénix                     |                                 | Jardin Compans-Caffarelli                                                                                              | |                  | 43° 36′ 39″ nord, 1° 25′ 57″ est | L'Envol du Phénix                                            |
| Buste d'Alexandre Falguière           |                                 | Square Édouard-Privat                                                                                                  | |                  | 43° 36′ 03″ nord, 1° 26′ 47″ est | Buste d'Alexandre Falguière                                  |
| Le Faubourg Matabiau                  | Léo Laporte-Blairsy             | Jardin Michelet | |                  | à géolocaliser                   | Le Faubourg Matabiau                                         |
| Femme assise                          | Joseph Monin                    | Institut national des sciences appliquées                                                                              | | 1967             | à géolocaliser                   | Image manquante                                              |
| Femme au coquillage                   | Hubert Yencesse                 | École nationale vétérinaire                                                                                            | |                  | à géolocaliser                   | Image manquante                                              |
| Femme couchée                         | Joseph Monin                    | École nationale supérieure d'électrotechnique, d'électronique, d'informatique, d'hydraulique et des télécommunications | | 1961             | à géolocaliser                   | Image manquante                                              |
| La Femme au paon                      | Alexandre Falguière             | Jardin des plantes | |                  | à géolocaliser                   | La Femme au paon                                             |
| Fenêtres sur cour, Classique T        | Cécile Bart                     | Direction régionale des affaires culturelles de Midi-Pyrénées                                                          | | 2005             | 43° 36′ 17″ nord, 1° 26′ 39″ est | Image manquante                                              |
| Funambule                             | Jacques Brianti                 | Université Toulouse - Jean Jaurès                                                                                      | | 1984             | à géolocaliser                   | Image manquante                                              |
| Monument à Carlos Gardel              |                                 | Jardin Compans-Caffarelli                                                                                              | |                  | 43° 36′ 41″ nord, 1° 26′ 01″ est | Monument à Carlos Gardel                                     |
| Le Génie du temps                     | Michelangelo Pistoletto         | Hôtel de région | | 1985             | 43° 35′ 11″ nord, 1° 29′ 36″ est | Image manquante                                              |
| Hippomène                             | Guillaume Coustou               | Jardin des plantes | |                  | 43° 35′ 30″ nord, 1° 27′ 07″ est | Hippomène                                                    |
| Monument à Jean Jaurès                |                                 | Square Charles-de-Gaulle                                                                                               | |                  | 43° 36′ 17″ nord, 1° 26′ 43″ est | Monument à Jean Jaurès                                       |
| Stèle en mémoire de Charles-de-Gaulle |                                 | Square Charles-de-Gaulle                                                                                               | |                  | 43° 36′ 16″ nord, 1° 26′ 44″ est | Stèle en mémoire de Charles-de-Gaulle                        |
| Khatchkar                             |                                 | Place d'Armènie | Monument à la mémoire des victimes du génocide des arméniens                                                  |                  | 43° 36′ 24″ nord, 1° 26′ 59″ est | Monument à la mémoire des victimes du génocide des arméniens |
| Statue équestre de Jeanne d'Arc       | Antonin Mercié                  | Place Jeanne-d'Arc | |                  | 43° 36′ 31″ nord, 1° 26′ 45″ est | Statue équestre de Jeanne d'Arc                              |
| Languedoc                             | François Lucas                  | Place intérieure Saint-Cyprien                                                                                         | |                  | 43° 35′ 52″ nord, 1° 25′ 52″ est | Image manquante                                              |
| Monument à Ferdinand Laulanié         | Camille Raynaud                 | École nationale vétérinaire                                                                                            | |                  | 43° 36′ 01″ nord, 1° 22′ 54″ est | Monument à Ferdinand Laulanié                                |
| La Louve défendant ses petits         | Pierre Louis Rouillard          | Grand Rond | | 1865             | 43° 35′ 47″ nord, 1° 27′ 09″ est | La Louve défendant ses petits                                |
| Buste de Père Marie-Antoine           | Sébastien Langloÿs              | Place Saint-Sernin | | 2019             | 43° 36′ 31″ nord, 1° 26′ 30″ est | Image manquante                                              |
| Claude Nougaro                        | Sébastien Langloÿs              | Square Charles-de-Gaulle                                                                                               | |                  | 43° 36′ 16″ nord, 1° 26′ 43″ est | Claude Nougaro                                               |
| Maternité                             | Jean-Louis Toutain              | Square Charles-de-Gaulle                                                                                               | | 1992             | 43° 36′ 17″ nord, 1° 26′ 42″ est | Image manquante                                              |
| Monument à Lucien Mengaud             | Laspagin                        | Grand Rond | |                  | 43° 35′ 43″ nord, 1° 27′ 08″ est | Lucien Mengaud                                               |
| Mercure                               | Jean-Antoine-Marie Idrac        | Square Charles-de-Gaulle                                                                                               | | 1879             | 43° 36′ 17″ nord, 1° 26′ 42″ est | Image manquante                                              |
| Monument à Éphraïm Mikhaël            | Charles Mathieu                 | Place Wilson | | 1900             | 43° 36′ 17″ nord, 1° 26′ 50″ est | Monument à Éphraïm Mikhaël                                   |
| Monument à Frédéric Mistral           | Sébastien Langloÿs              | Allée Frédéric-Mistral                                                                                                 | | 2019             | à géolocaliser                   | Image manquante                                              |
| Buste de Jean Moulin                  | François Delorme-Duc            | Jardin des Plantes | | 2005             | à géolocaliser                   | Image manquante                                              |
| Pablo Picasso                         | Mikhail Gritsouk                | Jardin Compans-Caffarelli                                                                                              | |                  | à géolocaliser                   | Image manquante                                              |
| Bas-relief des Ponts-Jumeaux          | François Lucas                  | Ponts-Jumeaux | | 1775             | 43° 36′ 39″ nord, 1° 25′ 07″ est | Bas-relief des Ponts-Jumeaux                                 |
| La Retirada                           | Joan Jordà                      | Jardin Claude-Nougaro                                                                                                  | |                  | à géolocaliser                   | Image manquante                                              |
| Le Réveil de Morphée                  | Léo Laporte-Blairsy             | Grand Rond | |                  | 43° 35′ 44″ nord, 1° 27′ 11″ est | Le Réveil de Morphée                                         |
| Pierre-Paul Riquet                    |                                 | Pont Pierre-Paul-Riquet                                                                                                | | 1853             | 43° 36′ 33″ nord, 1° 27′ 15″ est | Pierre-Paul Riquet                                           |
| Buste de Pierre-Paul Riquet           | Guy Perrin                      | Jardin des Plantes | | 2016             | à géolocaliser                   | Image manquante                                              |
| S5B                                   | Jean-Pierre Goux                | Institut national polytechnique                                                                                        | | 2008             | à géolocaliser                   | Image manquante                                              |
| Monument à Saint-Exupéry              | Madeleine de Tézenas du Montcel | Jardin Royal | | 2000             | à géolocaliser                   | Image manquante                                              |
| Buste de Jules Cardinal Saliège       |                                 | Square du Cardinal-Jules-Géraud-Saliège                                                                                | | 1986             | à géolocaliser                   | Buste de Cardinal Saliège                                    |
| Sans titre                            | Bernard Schorderet              | École nationale de l'aviation civile                                                                                   | | 1968             | à géolocaliser                   | Image manquante                                              |
| Sans titre                            | Bernard Schorderet              | École nationale de l'aviation civile                                                                                   | | 1968             | à géolocaliser                   | Image manquante                                              |
| Sans titre                            | Joseph Andrau                   | École nationale supérieure d'électrotechnique, d'électronique, d'informatique, d'hydraulique et des télécommunications | | 1961             | à géolocaliser                   | Image manquante                                              |
| Sans titre                            | Claude Bouscau                  | Institut d'études politiques                                                                                           | | 1958             | à géolocaliser                   | Image manquante                                              |
| Sans titre                            | André Bloc                      | Institut national des sciences appliquées                                                                              | | 1967             | à géolocaliser                   | Image manquante                                              |
| Sans titre                            | Eugène-Henri Duler              | Institut national des sciences appliquées                                                                              | | 1967             | à géolocaliser                   | Image manquante                                              |
| Sans titre                            | Robert Fachard                  | ISAE-SUPAERO | | 1969             | à géolocaliser                   | Image manquante                                              |
| Sans titre                            | Costa Coulentianos              | Institut universitaire de formation des maîtres                                                                        | | 1974             | à géolocaliser                   | Image manquante                                              |
| Monument à Armand Silvestre           | Joseph Andrau                   | Place du Président-Thomas-Wilson                                                                                       | | 1948             | 43° 36′ 17″ nord, 1° 26′ 50″ est | Image manquante                                              |
| Le Soleil, La Lune                    | Mario Prassinos                 | Maison de la recherche et de la valorisation                                                                           | | 1976             | à géolocaliser                   | Image manquante                                              |
| Tête colossale                        | Laurent Le Deunff               | Place du Fer-à-Cheval                                                                                                  | | 2013             | 43° 35′ 33″ nord, 1° 26′ 03″ est | Image manquante                                              |
| Tholus                                | Tom Petrusson                   | Jardin Compans-Caffarelli                                                                                              | |                  | à géolocaliser                   | Tholus                                                       |
| Toulouse                              | François Lucas                  | Place intérieure Saint-Cyprien                                                                                         | |                  | 43° 35′ 53″ nord, 1° 25′ 52″ est | Toulouse                                                     |
| Vainqueur au combat de coqs           | Alexandre Falguière             | Grand Rond | Original fondu en 1942 ; copie actuelle datant de 1963                                                        | 1864             | 43° 35′ 45″ nord, 1° 27′ 08″ est | Vainqueur au combat de coqs                                  |
| Louis Vestrepain                      | Antonin Mercié                  | Grand Rond | | 1898             | 43° 35′ 44″ nord, 1° 27′ 06″ est | Louis Vestrepain                                             |
| Monument aux victimes de l'esclavage  |                                 | Jardin Compans-Caffarelli                                                                                              | | 2009             | 43° 36′ 40″ nord, 1° 26′ 01″ est | Monument aux victimes de l'esclavage                         |
| Monument au docteur Voivenel          |                                 | Place de l'Héraclès | | 1970             | 43° 36′ 28″ nord, 1° 25′ 40″ est | Monument au docteur Voivenel                                 |

### Œuvres diverses
| Œuvre                   | Auteur                  | Localisation | Notes               | Installation | Coordonnées    | Illustration    |
| ----------------------- | ----------------------- | --- | ------------------- | ------------ | -------------- | --------------- |
| Caméras de surveillance | Rodolphe Huguet         | Institut universitaire de formation des maîtres                                                                        | Installation        | 2009         | à géolocaliser | Image manquante |
| La Chimie               | Camille Hilaire         | Maison de la recherche et de la valorisation                                                                           | Tapisserie          | 1974         | à géolocaliser | Image manquante |
| Sans titre              | Bernard Schorderet      | École nationale de l'aviation civile                                                                                   | Installation murale | 1968         | à géolocaliser | Image manquante |
| Sans titre              | Bernard Schorderet      | École nationale de l'aviation civile                                                                                   | Installation murale | 1969         | à géolocaliser | Image manquante |
| Sans titre              | Bernard Schorderet      | École nationale de l'aviation civile                                                                                   | Tableau             |              | à géolocaliser | Image manquante |
| Sans titre              | Bernard Schorderet      | École nationale de l'aviation civile                                                                                   | Tableau             |              | à géolocaliser | Image manquante |
| Sans titre              | Arthur Fages            | École nationale supérieure d'électrotechnique, d'électronique, d'informatique, d'hydraulique et des télécommunications | Tableau             | 1961         | à géolocaliser | Image manquante |
| Sans titre              | Roger Lersy             | Institut national des sciences appliquées                                                                              | Tableau             | 1967         | à géolocaliser | Image manquante |
| Sans titre              | Pierre Ambrogiani       | Institut national des sciences appliquées                                                                              | Tableau             | 1967         | à géolocaliser | Image manquante |
| Sans titre              | Jean Picart Le Doux     | Institut national des sciences appliquées                                                                              | Tapisserie          | 1967         | à géolocaliser | Image manquante |
| Sans titre              | Patrick Chappert-Gaujal | Institut national polytechnique                                                                                        | Installation murale | 2008         | à géolocaliser | Image manquante |
| Sans titre              | Maurice André           | ISAE-SUPAERO | Tableau             | 1969         | à géolocaliser | Image manquante |
| Sans titre              | René Perrot             | Université Toulouse 1 Capitole, site Arsenal                                                                           | Tapisserie          | 1974         | à géolocaliser | Image manquante |
| Sans titre              | Victor Vasarely         | Université Toulouse 1 Capitole, site Arsenal                                                                           | Tapisserie          | 1974         | à géolocaliser | Image manquante |
| Sans titre              | Mario Prassinos         | Maison de la recherche et de la valorisation                                                                           | Peinture murale     | 1973         | à géolocaliser | Image manquante |
| Transfert               | Philippe Lepeut         | Institut universitaire de formation des maîtres                                                                        | Sérigraphie         | 1998         | à géolocaliser | Image manquante |
| Vitraux                 | Henri Guérin            | École nationale vétérinaire                                                                                            | Vitraux             |              | à géolocaliser | Image manquante |